# Blätter zur Berufskunde

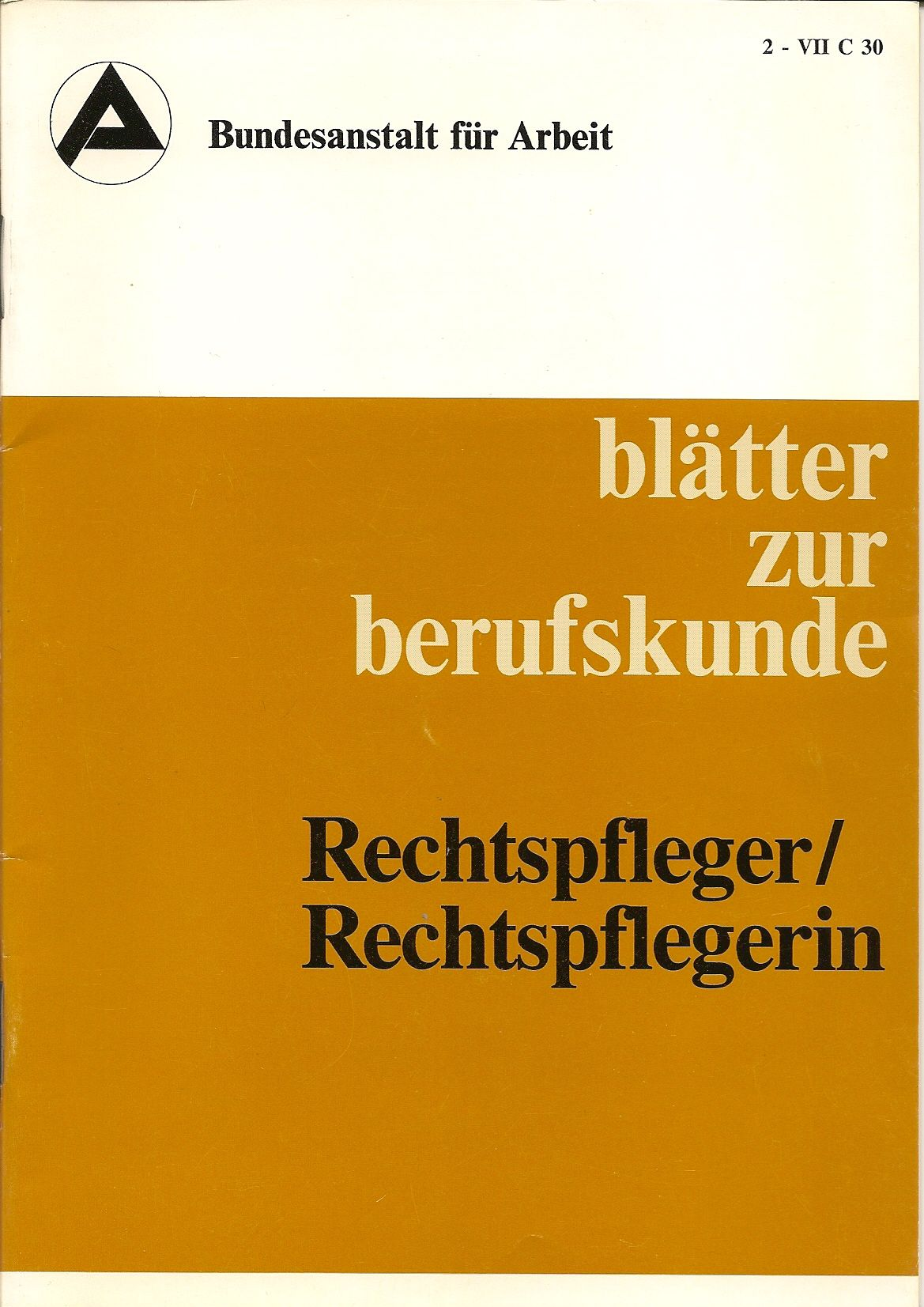
Beispiel: Rechtspfleger (1991)

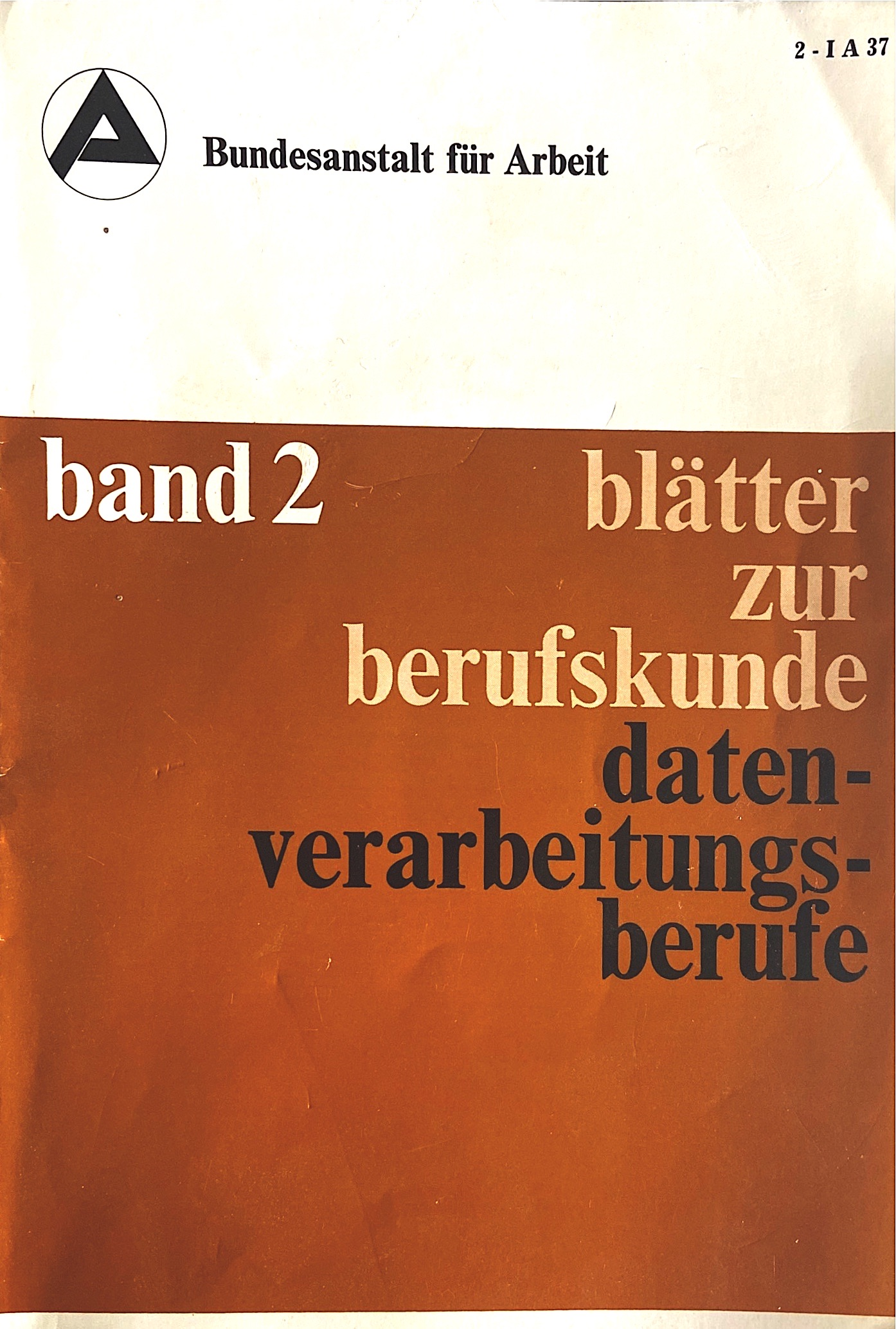

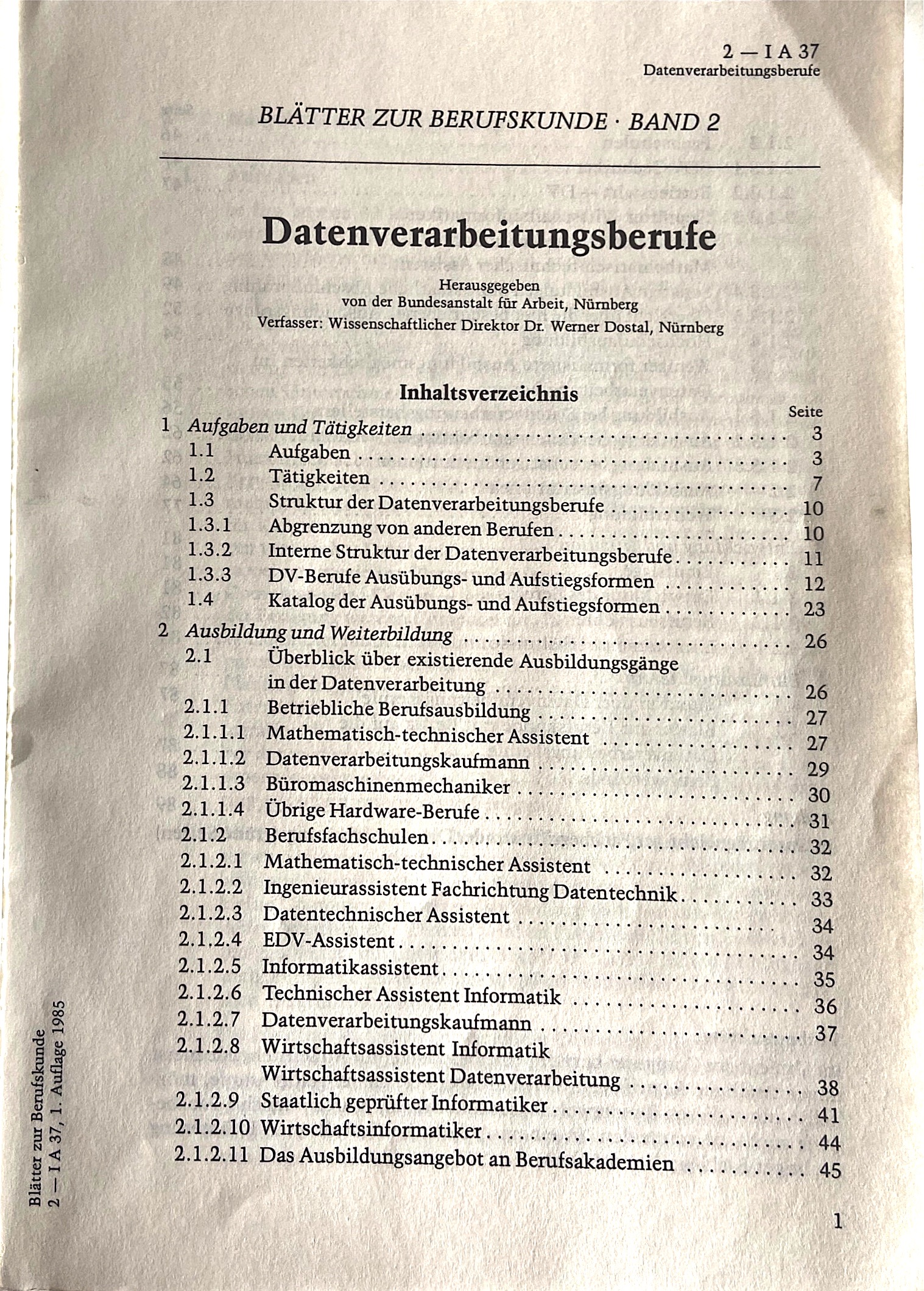

Die Blätter zur Berufskunde waren eine von der Bundesagentur für Arbeit herausgegebene Schriftenreihe mit Informationen über Aufgaben und Tätigkeiten, Ausbildung und Weiterbildung, Entwicklung und Situation der beschriebenen Ausbildungsberufe bzw. Studiengänge. 
Die Bundesanstalt für Arbeitsvermittlung und Arbeitslosenversicherung in Nürnberg (später Bundesanstalt für Arbeit) übertrug die Aufgabe der Produktion im Oktober 1954 auf den W. Bertelsmann Verlag. Innerhalb mehrerer Jahrzehnte wuchs das Angebot auf 700 Titel in fünf Reihen im Jahre 2003.
Inzwischen bietet die Bundesagentur ihre Informationen direkt im Internet an.